# Nyiragongo (territorium)
Nyiragongo är ett territorium i Kongo-Kinshasa. Det ligger i provinsen Norra Kivu, i den östra delen av landet, 1 600 km öster om huvudstaden Kinshasa.